# Incêndio de Monchique de 2016
O incêndio de Monchique teve o seu foco de propagação na Serra de Monchique, mais propriamente na Fóia. Na zona da Fóia começou às 17h08 de sábado e só foi dominado no dia seguinte, pelas 19h40. Foram cerca de 26 horas a consumir uma vasta zona onde predomina o eucalipto, com mato, zonas incultas e muitas casas dispersas pelo meio.
Mais tarde o incêndio voltaria a reacender-se alastrando mesmo até Portimão. 
O fogo chegou a ser combatido por 405 operacionais de corporações de vários pontos do país que foram apoiados por 125 veículos, juntamente com nove meios aéreos e 12 máquinas de rasto. Ficaram com ferimentos ligeiros sete pessoas, por inalação de fumos ou entorses.